# 1999 JH132
1999 JH132, também escrito como 1999 JH132, é um objeto transnetuniano que está localizado no cinturão de Kuiper, uma região do Sistema Solar. Este corpo celeste é classificado como um cubewano. Ele possui uma magnitude absoluta de 9,6 e, tem um diâmetro estimado com cerca de 53 quilômetros.

## Descoberta
1999 JH132 foi descoberto no dia 10 de maio de 1999 pelos astrônomos R. L. Allen, M. Jarvis e G. Bernstein.

## Órbita
A órbita de 1999 JH132 tem uma excentricidade de 0,000 e possui um semieixo maior de 42,008 UA. O seu periélio leva o mesmo a uma distância de 42,008 UA em relação ao Sol e seu afélio a 42,008.